# La Revolución Chilena
La Revolución Chilena es un libro escrito por el historiador estadounidense Peter Winn el año 2013. Su formato historiográfico corresponde al de un ensayo, es decir, al de una propuesta intelectual propia sin basarse mayormente en citas bibliográficas.
Pese a su contenido parcial, existen medios internacionales o universidades estadounidenses ―como la Universidad de California en Los Ángeles― que consideran respectivamente a la obra y al autor tanto un imprescindible manual de historia política chilena como una fuente empírica especializada, razones que han consagrado la trayectoria y presencia de trabajos de Winn en seminarios y charlas universitarias acerca de historia contemporánea de Chile. Por otra parte, la relativa notoriedad internacional de esta obra en círculos académicos y periodísticos ha contribuido a difundir la expertiz de Winn en asuntos políticos chilenos, dominio que le ha permitido ser columnista en el New York Times ya en la década de 1970.
Esta obra se hace cargo especialmente del periodo 1964–1973, el que, a juicio del autor, vendría constituyendo «la verdadera historia prohibida del país», ya que «ese decenio, y especialmente los tres años de la Unidad Popular» atentaron directamente en contra de la élite forjadora del Estado-nación chileno y la relación entre fuerzas progresistas luego aliadas desde 1990 (el Partido Socialista y la Democracia Cristiana).
El desarrollo de esta obra estuvo asistida e influenciada por Mario Garcés, a quien Winn menciona especialmente en sus agradecimientos debido a «su crítica y acuciosa lectura» en las que también estuvo acompañado por Julio Pinto Vallejos.
La «vivencia» de la «revolución chilena», pasaje clave en el transcurso de su obra, está metodizada por el autor en base a una línea perteneciente a la Historia cultural, ya que brinda énfasis a la transformación cotidiana de los sectores subalternos mediante factores como la Nueva canción chilena, la difusión de la lectura mediante la Editorial Quimantú o los centros culturales gestados en los entonces «campamentos revolucionarios» hegemonizados por el grupo de ultraizquierda MIR alrededor de las tomas de terreno rurales y urbanas permitidas por el gobierno de Allende. Asimismo, también cobran importancia en la narración tópicos como la socialización de la producción por vía de la co-gestión obrera en la Fábrica Ex-Yarur, pues el funcionamiento de comités de producción implicó un cambio radical en los trabajadores antes supervisados por quienes debían fidelidad al entonces propietario, vale decir, Luis Amador Yarur.